# Диван-хан
Диван-хан (персијски: دیوان‌خانه‎) је персијски израз од {диван = двор} + {хан = кућа} који се користио да опише кућу за госте обично за истакнуте људе у блискоисточном друштву.
У племенским блискоисточним, арапским, персијским и курдским друштвима, гостинска кућа племенског поглавара углавном се користи за дискусију о племенским пословима. Ово је служило као институција посвећена политичким и друштвеним питањима племена. Диван или диван-хан је била посебна просторија или кућа посвећена аги и његовим мушким гостима, за седење и пијење чаја, дискутовање о политичким и друштвеним пословима племена и другим свакодневним темама.
Ага и његови гости би такође слушали певаче и приче (обично јеврејски трговци или трговци), који би их забављали. Заједнички ага је био задужен за неколико главних задатака племенског друштва под његовом јурисдикцијом: био је начелник политичке јединице, судија и арбитражер, војни лидер и министар финансија који је одговоран углавном за добијање такси / пореза од својих субјеката за њихове жетве и комерцијалне трансакције под његовом јурисдикцијом.
Једна од најбољих студија о агасинима у курдском друштву, је она коју је урадио Мордечаи Закен: Јеврејски поданици и њихови племенски поглавари у Курдистану. 